# Шчучин (Пољска)
Шчучин (пољ. Szczuczyn) град је у Пољској у Војводству подласком. По подацима из 2012. године број становника у месту је био 3459.

## Становништво
| 2012. |
| ----- |
| 3.459 |